# Toni Kurbos
Toni Kurbos, all'anagrafe Zvonko Kurbos e talvolta indicato come Tony (Maribor, 20 ottobre 1960) è un ex calciatore tedesco naturalizzato francese, di ruolo attaccante.

## Biografia
Originario di una famiglia slovena in seguito emigrata in Germania, nel 1986 ottenne la cittadinanza francese.
Dal 1999 gestisce un'attività di importazione di automobili tedesche a Vence.

## Carriera
Iniziò la carriera professionistica nello Kickers Stoccarda, entrando nelle giovanili all'età di dodici anni ed esordendo in prima squadra nel 1979. Dopo una parentesi nella prima divisione belga con la maglia del Tongeren, nel 1982 venne acquistato dal Metz, dove si mise in luce come attaccante estremamente prolifico.
Inizialmente parte di una coppa di attacco che con Abdelkrim Merry Krimau segnò un totale di quaranta reti, nella stagione 1983-84 Kurbos confermò il proprio rendimento, segnando sei delle sette reti realizzate dal Metz nella gara esterna del 6 aprile 1984 con il Nîmes, nonché il gol che fissò sul 2-0 il punteggio della finale di Coppa di Francia contro il Monaco. Grazie alla vittoria in coppa nazionale il Metz disputò la Coppa delle Coppe dove, al primo turno, eliminò il Barcellona rimontando al Camp Nou il 4-2 subìto in casa all'andata, con Kurbos che segnò tre delle quattro reti che estromisero i blaugrana dalla competizione..
Dal 1985 militò in club di seconda divisione, contribuendo dapprima alla risalita in massima serie del Saint-Étienne con dieci reti e, nella stagione 1986-1987, vincendo il titolo di capocannoniere della categoria segnando 22 reti con la maglia del Mulhouse. Ingaggiato dal Nizza per la stagione 1987-88, salvo una parentesi con il Monaco nella seconda metà della stagione successiva, vi militò fino al 1990 andando incontro a un declino delle prestazioni per via di una serie di infortuni.
Concluse la carriera professionistica nel 1991, giocando una stagione in Division 2 con la maglia del Dunkerque, smettendo di giocare a calcio l'anno successivo con i dilettanti del Saint-Pierroise.

## Statistiche
| Stagione                 | Squadra                  | Campionato               | Campionato | Campionato | Coppe nazionali | Coppe nazionali | Coppe nazionali | Coppe continentali | Coppe continentali | Coppe continentali | Altre coppe | Altre coppe | Altre coppe | Totale | Totale |
| Stagione                 | Squadra                  | Comp                     | Pres       | Reti       | Comp            | Pres            | Reti            | Comp               | Pres               | Reti               | Comp        | Pres        | Reti        | Pres   | Reti   |
| ------------------------ | ------------------------ | ------------------------ | ---------- | ---------- | --------------- | --------------- | --------------- | ------------------ | ------------------ | ------------------ | ----------- | ----------- | ----------- | ------ | ------ |
| 1979-1980                | Kickers Stoccarda        | 2L                       | 3          | 1          | -               | -               | -               | -                  | -                  | -                  | -           | -           | -           | -      | -      |
| 1980-1981                | Kickers Stoccarda        | 2L                       | 21         | 2          | CG              | 3               | 3               | -                  | -                  | -                  | -           | -           | -           | 24     | 5      |
| Totale Kickers Stoccarda | Totale Kickers Stoccarda | Totale Kickers Stoccarda | 24         | 3          |                 | 3               | 3               |                    | -                  | -                  |             | -           | -           | 27     | 6      |
| 1981-1982                | Tongeren                 | D1                       | 27         | 5          | CB              | 4               | 1               | -                  | -                  | -                  | -           | -           | -           | 31     | 6      |
| 1982-1983                | Metz                     | D1                       | 35         | 17         | CF              | 1               | 0               | -                  | -                  | -                  | -           | -           | -           | 36     | 17     |
| 1983-1984                | Metz                     | D1                       | 29         | 15         | CF              | 9               | 5               | -                  | -                  | -                  | -           | -           | -           | 38     | 20     |
| 1984-1985                | Metz                     | D1                       | 33         | 6          | CF              | 3               | 2               | CdC                | 3                  | 4                  | -           | -           | -           | 39     | 12     |
| Totale Metz              | Totale Metz              | Totale Metz              | 96         | 38         |                 | 13              | 7               |                    | 3                  | 4                  |             | -           | -           | 112    | 49     |
| 1985-1986                | Saint-Étienne            | D2                       | 28         | 10         | CF              | 2               | 4               | -                  | -                  | -                  | -           | -           | -           | 30     | 14     |
| 1986-1987                | Mulhouse                 | D2                       | 31         | 22         | CF              | 3               | 2               | -                  | -                  | -                  | -           | -           | -           | 34     | 24     |
| 1987-1988                | Nizza                    | D1                       | 34         | 6          | CF              | 8               | 3               | -                  | -                  | -                  | -           | -           | -           | 42     | 9      |
| 1988-dic. 1988           | Nizza                    | D1                       | 6          | 0          | -               | -               | -               | -                  | -                  | -                  | -           | -           | -           | 6      | 0      |
| gen.-giu. 1989           | Monaco                   | D1                       | 5          | 1          | CF              | 9               | 2               | -                  | -                  | -                  | -           | -           | -           | 14     | 3      |
| 1989-1990                | Nizza                    | D1                       | 15         | 1          | CF              | 1               | 0               | -                  | -                  | -                  | -           | -           | -           | 16     | 1      |
| Totale Nizza             | Totale Nizza             | Totale Nizza             | 55         | 7          |                 | 9               | 3               |                    | -                  | -                  |             | -           | -           | 64     | 10     |
| 1990-1991                | Dunkerque                | D2                       | 17         | 0          | CF              | 1               | 0               | -                  | -                  | -                  | -           | -           | -           | 18     | 0      |
| 1991-1992                | Saint-Pierroise          | RPL                      | 23         | 10         | -               | -               | -               | -                  | -                  | -                  | -           | -           | -           | 21     | 10     |
| Totale carriera          | Totale carriera          | Totale carriera          | 306        | 96         |                 | 44              | 22              |                    | 3                  | 4                  |             | -           | -           | 353    | 122    |

## Palmarès

### Giocatore

#### Club
- Coppa di Francia: 1

Metz: 1983-84

#### Individuale
- Capocannoniere della Division 2: 1

1986-87, Girone A (22 gol)